# Празереш (Кальета)
Празереш (порт. Prazeres) — район (фрегезия) в Португалии, входит в округ Мадейра. Расположен на острове Мадейра. Является составной частью муниципалитета Кальета. Население составляет 672 человека на 2001 год. Занимает площадь 13,00 км².